# بوعلام
بوعلام، مدينة وبلدية تابعة إقليميا إلى دائرة بوعلام ولاية البيض الجزائرية.

## الموقع الجغرافي
يحد بوعلام كل من:
- شمالا: ولاية الأغواط
- جنوبا: بلدية سيدي عمر
- شرقا: بلدية سيدي طيفور
- غربا: بلدية سيدي عمر

## وصلات أخرى

### وصلات داخلية
- دائرة بوعلام
- ولاية البيض

### وصلات خارجية
- إذاعة البيض الجهوية نسخة محفوظة 27 ديسمبر 2012 على موقع واي باك مشين.: الموقع الرسمي.
- الموقع الرسمي لولاية البيض.
- متوسطة ابن خلدون (البيض).